# Holes - Buchi nel deserto
Holes - Buchi nel deserto (Holes) è un film del 2003 diretto da Andrew Davis e tratto dal best seller per ragazzi Buchi nel deserto scritto da Louis Sachar, autore anche della sceneggiatura e interprete di un ruolo minore.
Il film è dedicato alla memoria dell'attore Scott Plank, deceduto a soli 43 anni il 24 ottobre 2002 a causa delle ferite riportate in seguito a un incidente stradale, pochi mesi prima che il film fosse distribuito.

## Trama
L'adolescente Stanley Yelnats IV è l'ultimo discendente di una famiglia che, trasferitasi dall'Europa negli Stati Uniti d'America, è colpita da una maledizione che si accanisce sui suoi membri maschi da oltre un secolo.
Tutto era iniziato per colpa di Elya, trisavolo del ragazzo, originario di un piccolo paese della Lettonia. Egli ebbe un colpo di fulmine per Myra Menke, la bellissima figlia di un contadino, già promessa a un uomo rozzo che aveva portato in dote un maiale grasso, e chiese consiglio alla chiromante Madame Zeroni. Dopo avergli suggerito invano di costruirsi un futuro in America (dove già era andato suo figlio) e di lasciar perdere la ragazza e suo padre, considerati troppo stupidi, lei gli disse di portare un piccolo maialino a un ruscello di montagna, fargli bere l'acqua e allo stesso tempo cantare un ritornello: l'animale sarebbe diventato ogni giorno più grasso, ed Elya ogni giorno più forte. Inoltre, Madame Zeroni lo avvertì che, se dopo aver consegnato il maiale non avesse portato anche lei a bere al ruscello, lui e la sua famiglia sarebbero stati «maledetti per tutti i secoli dei secoli». Tuttavia, il comportamento dimostrato da Myra deluse Elya che, arrabbiato, partì subito per l'America, dimenticandosi la promessa fatta a Madame Zeroni.
Accusato ingiustamente di aver rubato un paio di scarpette che la star del baseball Clyde Livingston aveva donato per un'asta di beneficenza in favore di un orfanotrofio, Stanley viene mandato a scontare la pena di 18 mesi in un centro di rieducazione minorile denominato “Campo Lago Verde”. In realtà, a dispetto del suo nome, si tratta a tutti gli effetti di un campo di lavoro forzato situato nel deserto e gestito da Louise Walker, la temutissima direttrice spalleggiata da un burbero sorvegliante che tutti chiamano "Mio Signore" e da un improbabile sedicente psicologo, il dottor Pendanski. Qui i ragazzi (che tra loro si chiamano con dei soprannomi) vengono obbligati a scavare quotidianamente e per molte ore delle buche «per rafforzare il carattere», a detta di Mio Signore. Se uno di loro trova qualcosa considerato interessante, ottiene un giorno di riposo.
Dopo che viene trovato un tubetto dorato di rossetto con incisa la sigla K.B., al campo arriva la direttrice in persona, soddisfatta dalla scoperta. Quando Stanley si assume la colpa per il furto di un sacchetto di semi di girasole, Mio Signore lo porta dalla direttrice, che reagisce male per essere stata disturbata per una questione non di suo interesse, e rimanda Stanley al lavoro. Stanley confida al taciturno Zero – il cui vero nome è Hector Zeroni – di pensare che la sigla K.B. sia riferita a Katherine “Kissin' Kate” Barlow, una fuorilegge di cui ha visto alcuni manifesti e ritagli di giornale nell'alloggio di Louise. Nei giorni seguenti, Stanley insegna a Hector a leggere, e lui gli racconta del suo difficile passato da senzatetto.
Una serie di flashback alternati nel corso del film raccontano la storia di Lago Verde, un tempo una fiorente comunità lacustre dell'Ottocento. La dolce e bella insegnante Katherine Barlow veniva corteggiata dal ricco e sgradevole Charles "Trout" Walker, figlio di un proprietario terriero, che lei disprezzava. Invece la donna era innamorata, ricambiata, del giovane afroamericano Sam, coltivatore di cipolle. Una notte, dopo averli visti baciarsi, Trout istigò alcuni cittadini ad appiccare fuoco alla scuola, poi uccisero Sam e la sua asina Mary Lou. Distrutta dal dolore, Katherine uccise lo sceriffo, il quale aveva ignorato le sue richieste di aiuto ordinandole invece di baciarlo siccome si era lasciata baciare da un nero (che, secondo la legge, non poteva farlo), e divenne una fuorilegge che baciava tutti gli uomini che uccideva. A un certo punto Katherine si imbatté in Stanley Yelnats, figlio di Elya, al quale rubò un forziere. Molti anni dopo Katherine, dopo aver avuto un'allucinazione di Sam, venne rintracciata da Trout e sua moglie Linda Miller (ex studentessa di Katherine), ormai in bancarotta, che le ordinarono di consegnargli il bottino. Katherine rifiutò e ignorò le loro minacce, affermando di desiderare la morte da molto tempo. Disse che i loro discendenti avrebbero scavato per i prossimi cento anni senza trovare mai niente, e infine afferrò una lucertola velenosa dalla quale si fece mordere, lasciandosi morire.
In seguito all'ennesima provocazione di Pendanski, Hector lo colpisce in testa con una pala per poi scappare; tuttavia, Louise decide di lasciarlo perdere e impone che sia distrutta tutta la sua documentazione, anche se Pendanski è convinto che nessuno chiederà di lui, dato che quando è stato trovato non aveva familiari. Un giorno, grazie a un diversivo creato dagli altri ragazzi, anche Stanley riesce a scappare e trova Hector sotto una barca abbandonata chiamata Mary Lou, dove si è nutrito con dei barattoli di pesche sciroppate, che lui chiama “sploosh”.
I due raggiungono una montagna chiamata Pollice di Dio, in cui Stanley racconta che suo bisnonno trovò rifugio per alcune settimane dopo essere stato rapinato da Katherine. Hector si sente male, così Stanley lo porta sulle sue spalle fino a un campo di cipolle dove scorre un ruscello. In un momento di tranquillità, Stanley si mette a cantare la canzone che Madame Zeroni aveva suggerito a Elya; contemporaneamente suo padre, che fino ad allora aveva tentato di inventare un deodorante per eliminare la puzza dei piedi, riesce finalmente a creare la formula. La maledizione è spezzata.
La mattina successiva, Hector confessa a Stanley di aver rubato lui le scarpe che l'hanno fatto finire in prigione: non credeva che fossero famose, ma quando sentì le sirene della polizia le gettò da un ponte e finirono addosso a Stanley. Il giorno dopo venne comunque arrestato per aver tentato di rubare un paio di scarpe da un negozio. Quella notte, Stanley, sentendosi particolarmente fortunato, propone a Hector di scavare un'ultima buca.
Stanley e Hector tornano al campo e scavano nella buca in cui Stanley aveva trovato il rossetto scoprendo un forziere. Poco dopo vengono scoperti da Louise, Mio Signore e Pendanski. La donna ripensa a quando suo nonno Trout la obbligava a scavare con lui nel campo, proprio come ora lei sta facendo con i ragazzi. Gli adulti non sono in grado di sottrarre il bottino a Stanley e Hector dato che la buca è piena di lucertole, che non attaccano i ragazzi a causa delle cipolle che hanno mangiato dato che funzionano come repellente, quindi decidono di aspettare la mattina, quando le lucertole si ritireranno all'ombra.
Tuttavia, la mattina arrivano sia l'avvocato generale che Carla Morengo, l'avvocato di Stanley, accompagnati da agenti di polizia. Si scopre che il forziere apparteneva al suo bisnonno prima che venisse rubato da Katherine, anche perché vi è inciso proprio il suo nome. Louise, Pendanski (che non è un vero psicologo) e Mio Signore (il cui vero nome è Marion Sevillo, il quale ha violato la libertà condizionata portando una pistola) vengono arrestati, mentre Stanley e Hector vengono rilasciati. Finalmente, la pioggia torna nuovamente a cadere su Lago Verde.
La famiglia Yelnats si riappropria del forziere, che contiene gioielli, atti e cambiali che valgono milioni di dollari. Stanley propone di dividere il patrimonio a metà con Hector e, grazie ai soldi ottenuti, quest'ultimo assume una squadra di investigatori privati per trovare sua madre, scoprendo che anche lei lo stava cercando. Campo Lago Verde viene chiuso e i ragazzi vengono affidati a dei veri assistenti sociali, e il luogo riaprirà presto come campeggio estivo. Le famiglie di Stanley e Hector (diventati vicini di casa), i loro amici, Clyde Livingston e sua moglie osservano uno spot televisivo in cui Clyde pubblicizza “Sploosh!”, lo spray deodorante prodotto dalla loro azienda, la K.B. Industries.

## Colonna sonora
1. Dig It – D-Tent Boys – 3:47
2. Keep'n It Real – Shaggy – 3:58
3. Mighty Fine Blues – Eels – 3:25
4. Honey – Moby – 3:30
5. I'm Gonna Be A Wheel Someday – Teresa James & The Rhythm Tramps – 3:07
6. Just Like You – Keb' Mo' – 3:27
7. Everybody Pass Me By – Pepe Deluxé – 4:00
8. I Will Survive – Stephanie Bentley – 3:57
9. Shake 'Em On Down – North Mississippi Allstars – 4:09
10. Don't Give Up – Eagle-Eye Cherry – 4:20
11. Happy Dayz – Devin Thompson – 4:46
12. Let's Make A Better World – Dr. John – 2:52
13. If Only – Fiction Plane – 3:53
14. Eyes Down – Eels – 3:31
15. Down To The Valley – Little Axe – 5:32

## Distribuzione
Il film è stato distribuito in madrepatria dal 18 aprile 2003. In Italia è stato distribuito dal 15 agosto, con l'adattamento dei dialoghi di Manuela Marianetti e la direzione del doppiaggio di Leslie La Penna per Royfilm.

## Accoglienza

### Incassi
Prodotto con un budget di circa 20000000 $, il film ha incassato 71406573 $.

### Critica
Il film è stato accolto favorevolmente da parte della critica cinematografica.
Su Rotten Tomatoes detiene un'approvazione professionale del 78% con un voto medio di 7 su 10 basato su 138 recensioni, mentre il consenso del pubblico è del 76% con un punteggio di 3,8 su 5 basato su oltre 100mila recensioni.
Su Metacritic ha ricevuto una valutazione professionale di 71 su 100 basata su 29 recensioni, e dal pubblico un punteggio di 7,3 su 10 basato su 113 recensioni.
Roger Ebert ha assegnato al film il punteggio di 3,5 stelle su 4, apprezzandone soprattutto l'introspezione, la regia, la fotografia e le interpretazioni.

## Riconoscimenti
- 2002 – California on Location Awards
  - Production Company of the Year
- 2003 – California on Location Awards
  - Location Professional of the Year
- 2003 – Artios Awards
  - Candidatura per il miglior cast per un film commedia
- 2003 – Young Artist Award
  - Candidatura per il miglior film per famiglie
  - Candidatura per la miglior performance in un film (giovane attore protagonista) a Shia LaBeouf
  - Candidatura per la miglior performance in un film (giovane attore non protagonista) a Khleo Thomas
  - Candidatura per la miglior performance in un film (giovane attore non protagonista) a Noah Poletiek
- 2003 – Las Vegas Film Critics Society
  - Miglior film per la famiglia
- 2004 – Critics' Choice Awards
  - Candidatura per il miglior film per famiglie
- 2004 – MTV Movie & TV Awards
  - Candidatura per il miglior performance rivelazione maschile per Shia LaBeouf
- 2004 – Phoenix Film Critics Society Awards
  - Candidatura per il miglior film per la famiglia